# Jami
Jamiは、プライバシーを尊重したオープンソースのメッセンジャーソフトウェアである。メッセージ送受信などの通信はP2P形式で行われるためデータを中継するサーバーを必要とせず、全ての通信はエンドツーエンド暗号化される。

## 概要
Jamiは以前はRingという名称で開発されていたWeb会議ソフトウェアで、メッセージやファイルの送受信、音声通話、ビデオ通話などの機能を備えている。
アカウントを作成後、他のユーザーを連絡先として追加することでメッセージのやり取りを行う。基本的にアカウントの作成にメールアドレスや電話番号などは必要なく、アカウントはローカルで作成され、アプリケーションを削除するとアカウントも削除される。複数の端末で同じアカウントを使用したい場合は「リンク」を行う。

## 暗号化
Jami内の全ての通信はエンドツーエンド暗号化される。これはメッセージのやり取りなどの通信が全てP2Pで行われ、サーバー等を経由していないためである。通信の暗号化には、TLS 1.3が使用されている。

## 通信形式
JamiはP2P形式で通信を行うため、メッセージを送受信したい場合はメッセージを「送信するユーザー」と「受信するユーザー」の両方がネットワークに接続している必要がある。
この場合におけるネットワークは「インターネット」または「同一のローカルネットワーク」のことで、両方のユーザーが同時にネットワークに接続していれば通信が行える。
また、サーバー等を経由せずP2Pで通信を行うため、他のメッセンジャーソフトウェアと比較して転送速度が高速である。
ユーザーIDのほかにSIPを使った通信が行える。IDとSIPを並行して使用し、必要に応じてプロトコルを切り替えることも可能。

### ウェブサイト・SNS
- 公式ウェブサイト
- Jami (@jami_social) - X（旧Twitter）
- Jami (@Jami@mstdn.io) - Mastodon

### ダウンロードリンク
- ダウンロードページ
- Jami - App Store
- Jami - Google Play
- Jami  - F-Droid